# Sisyrinchium macrocarpum
Sisyrinchium macrocarpum är en irisväxtart som beskrevs av Georg Hans Emmo Emo Wolfgang Hieronymus. Sisyrinchium macrocarpum ingår i släktet gräsliljor, och familjen irisväxter. Inga underarter finns listade i Catalogue of Life.

## Bildgalleri

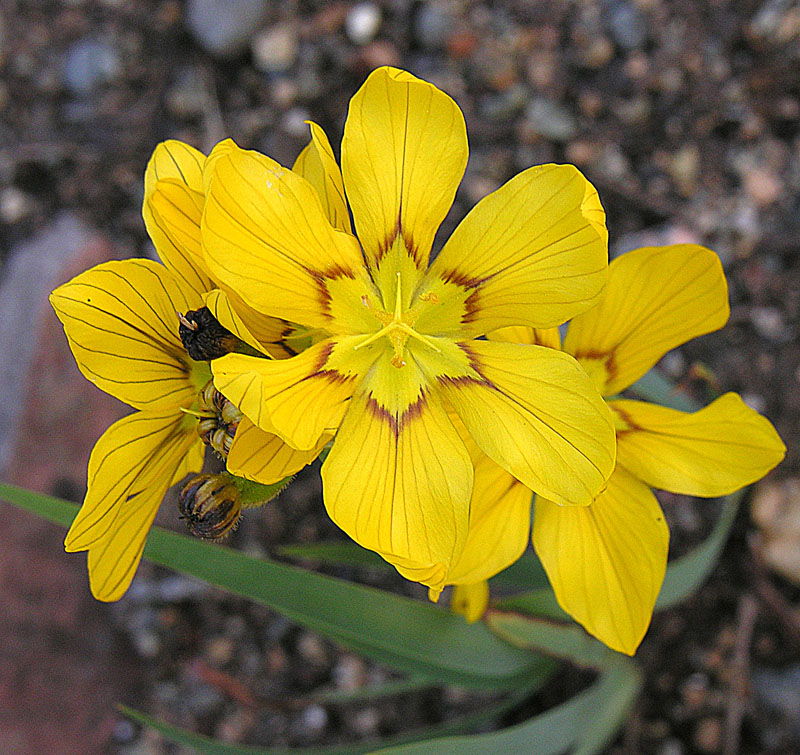
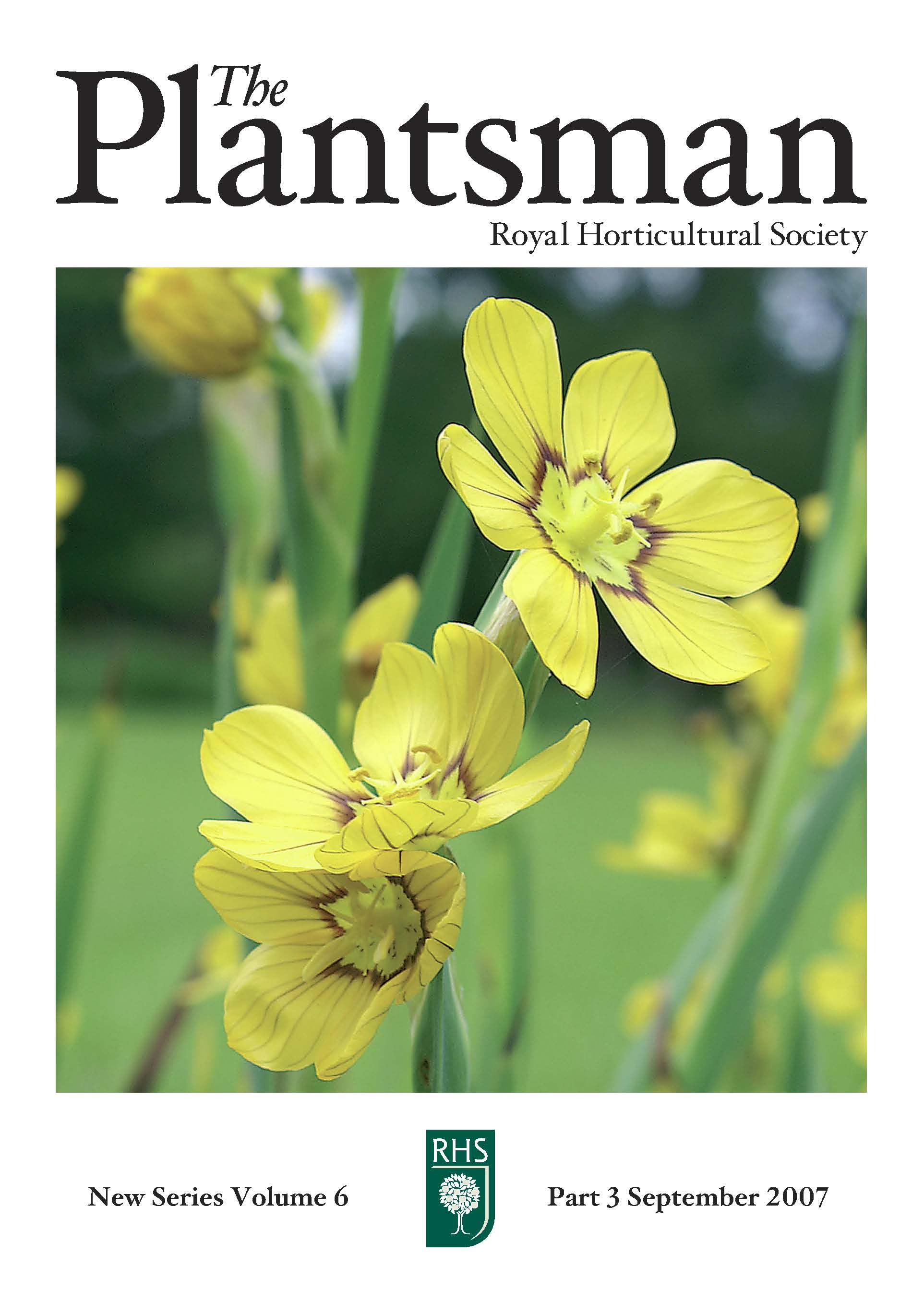